# Berneuil (Charente)
Berneuil település Franciaországban, Charente megyében. Lakosainak száma 321 fő (2022. január 1.). Berneuil Brie-sous-Barbezieux, Challignac, Chillac, Condéon, Passirac, Poullignac és Sainte-Souline községekkel határos.

## Népesség
A település népességének változása:
| Lakosok száma | 386  | 340  | 326  | 328  | 323  | 321  | 316  | 305  | 310  | 321  |
|               | 1968 | 1982 | 1990 | 2006 | 2013 | 2015 | 2017 | 2019 | 2020 | 2022 |